# Ion de Sosa
Ion de Sosa (San Sebastián, País Vasco, 1981) es un director, director de fotografía y productor de cine español.

## Biografía
Diplomado en fotografía en la Escuela de Cine de la Comunidad de Madrid, dirige y produce películas en 16 mm. Residió en Berlín desde el 2007 hasta el 2017. Allí filmó sus primeras películas como director y productor. Su primer largometraje, True Love (2011), se estrenó internacionalmente en el Festival Punto de Vista consiguió los premios a Mejor Película en el I Festival Márgenes y en el II Festival Lima Independiente. Además, el largometraje pudo verse en los festivales BAFICI (Argentina), Distrital (México), XII Festival internacional de cine de Las Palmas de Gran Canaria; y fue programado en el Anthology Film Archives (Nueva York, EE. UU.).
Ion ha sido productor y director de fotografía de El Futuro (2013), dirigida por Luis López Carrasco (Murcia, 1981), estrenada en el Festival del Film de Locarno y seleccionada en festivales como el Festival de Cine Europeo de Sevilla, International Film Festival Rotterdam, New York Film Festival o BAFICI, donde recibió la Mención Especial del Jurado. 
El segundo largometraje de Ion de Sosa, titulado Sueñan los androides (Androiden Träumen) (2014), se estrena en la XI edición del Festival de Cine Europeo de Sevilla y después en la sección Forum de la Berlinale. Tuvo un amplio recorrido en festivales y centros de arte nacionales e internacionales, como Viennale, Lincoln Center o el Museo Reina Sofía. Es una adaptación libre de ¿Sueñan los androides con ovejas eléctricas? de Philip K. Dick y recoge las constantes de su cine: la mezcla de costumbrismo con toques de ciencia ficción, un uso muy propio del tiempo y la composición y un particular sentido del humor.
En 2019 codirige, junto a Chema García Ibarra, el cortometraje "Leyenda dorada", que se presenta en el Festival Internacional de Cine de Berlín y en España en el Festival Internacional de Cine de San Sebastián. 
Su cortometraje, Mamántula (2023), ha estado nominado a Mejor cortometraje de ficción en los premios Goya de la Academia de cine después de haber pasado por el Festival de San Sebastián, IFFR Róterdam, Festival de Sitges o BAFICI, donde ganó el premio al mejor cortometraje en la sección Vanguardia y Género.
Ha sido director de fotografía de Espíritu sagrado, el primer largometraje de Chema García Ibarra, estrenado en la Sección Oficial de Festival Internacional de Cine de Locarno en 2021, ganador del Premio Feroz Arrebato de Ficción y del Premios Fotogramas de Plata de la crítica.
Sus trabajos más recientes como director de fotografía son el largometraje La Parra (2024) de Alberto Gracia fue estrenado el en la Sección Oficial del Festival Internacional de Cine de Róterdam, y ganó el premio a la mejor película en la sección Alquimias de la pasada Semana Internacional de Cine de Valladolid (2024). El largometraje ARIEL (2025) de Lois Patiño se ha estrenado en la presente edición del Festival Internacional de Cine de Róterdam, Contadores (2023), de Irati Gorostidi estrenado en la Semana de la Crítica del festival de Cannes y con quien ha rodado también recientemente su largometraje Aro Berria que se encuentra ahora mismo en postproducción.
Ha creado la productora de cine Apellaniz y de Sosa junto a Leire Apellaniz.
Han producido: Leyenda dorada (2019) de Ion de Sosa y Chema García Ibarra, Espíritu sagrado (2021) de Chema García Ibarra, Contadores (2023) de Irati Gorostidi, Inmotep (2022) de Julián Génisson, Mamántula (2023) y Balearic (2025) del propio Ion de Sosa y Aro Berria (2025) de Irati Gorostidi.

## Filmografía

### Director
- Berlín 19º (2006) Cortometraje.
- True Love (2011) Largometraje.
- Sueñan los androides (Androiden Träumen) (2014) Largometraje.
- Leyenda Dorada (2019) Cortometraje. Codirigido junto a Chema García Ibarra
- Mamántula (2023) Cortometraje.
- Los Hijos (2024) Cortometraje.
- Balearic (2025) Largometraje.

### Productor
- True Love (2011) Largometraje.
- El futuro (2013), dirigida por Luis López Carrasco.
- Sueñan los androides (Androiden Träumen) (2014) Largometraje.
- Leyenda Dorada (2019) Cortometraje. Codirigido junto a Chema García Ibarra.
- Espíritu Sagrado (2021) Largometraje.
- Inmotep (2022) Largometraje. Dirigido por Julián Génisson.
- Mamántula (2023) Cortometraje.
- Los Hijos (2024) Cortometraje.
- Balearic (2025) Largometraje.

### Director de fotografía
- True Love (2011) Largometraje.
- El futuro (2013), dirigida por Luis López Carrasco.
- Sueñan los androides (Androiden Träumen) (2014) Largometraje.
- Leyenda Dorada (2019) Cortometraje. Codirigido junto a Chema García Ibarra.
- Espíritu Sagrado (2021) Largometraje. Dirigido por Chema García Ibarrra.
- El fantástico caso del Golem (2023) Largometraje. Dirigido por Burnin Percebes.
- Contadores (2023) Cortometraje. Dirigido por Irati Gorostidi.
- Los Hijos (2024) Cortometraje.
- La Parra (2024) Largometraje. Dirigido por Alberto Gracia.
- Ariel (2025) Largometraje. Dirigido por Lois Patiño.